# Молодёжный бугор

Карта мира по среднему количеству детей, рождённых женщиной в течение жизни

Молодёжный бугор (англ. youth bulge) — термин, обозначающий резкий рост молодого населения в государстве (на графике выглядит как выпирающая кочка или бугор). Возник термин и связывается с ключевой ролью молодого населения в радикальных формах социального протеста и революциях. Американский политолог Джек Голдстоун включил данный принцип в свою демографическую концепцию (структурно-демографическая теория), которая утверждает, что периоды революций и крупных народных протестных выступлений связаны с волнами демографического роста, а повышение доли молодёжи в составе населения государства ведёт к угрозе взрыва социального протеста.
Демографический рост рассматривался в качестве одного из факторов, влиявших на народные возмущения и революции, ещё в XIX в., но именно Джек Голдстоун возвёл этот принцип в качестве основополагающего в поиске причин революций и массовых радикальных форм социального протеста. Голдстоун рассматривал в качестве причины социального взрыва дисбаланс между ростом населения и негибкостью экономических и политических систем. Демографический рост, по мнению исследователя, привёл в Новое время к революциям в Нидерландах и в Англии, как первая волна, а второй волной (с 1770 по 1850 гг.) — к французским революциям, революциям в Европе 1848-50 гг. и крестьянской войне Пугачёва в России. Период же 1660—1760 гг., когда демографическая ситуация ухудшалась, не дал значимых социальных волнений. Особое влияние демографический рост оказывает тогда, когда в обществе резко растёт доля молодых людей в возрасте 15-29. Американский политолог считал, что большинство революций XX в. произошли там, где наблюдался такой процесс.
Молодежь решит исход всей борьбы
В XX веке в развивающихся странах уменьшение младенческой и детской смертности привело к резкому росту пропорции молодёжи в численности населения. Также происходит вытеснение избыточного населения из деревни в города, где мигранты могут рассчитывать, как правило, лишь на самую низкоквалифицированную малооплачиваемую работу. Это порождает увеличение числа тех, кто недоволен своим положением. При этом в города из деревни обычно мигрирует прежде всего именно молодёжь, которая вообще наиболее склонна к радикализму и насилию. Такая ситуация создаёт «горючий материал» для всевозможных дестабилизирующих политических потрясений. В частности, молодёжный бугор современными авторами рассматривается в качестве причин событий т. н. «Арабской весны».